# Ocellularia asiatica
Ocellularia asiatica är en lavart som först beskrevs av Edvard Vainio och som fick sitt nu gällande namn av Mason Ellsworth Hale. 
Ocellularia asiatica ingår i släktet Ocellularia och familjen Graphidaceae. Inga underarter finns listade i Catalogue of Life.